# Martín Rea
Martín Rea Zuccotti (Montevidéu, 13 de novembro de 1997) é um futebolista uruguaio que atua como zagueiro. Defendeu o Atlético em 2018. Atualmente defende o Danubio Fútbol Club.[carece de fontes?]

## Atlético
No dia 13 de Agosto de 2018, o zagueiro Martín Rea foi anunciado oficialmente pelo Atlético, como uma "oportunidade de negócio" vindo do Danúbio (Uruguai) para suprir a saída de Bremer, vendido ao Torino (Itália). Rea foi contratado na gestão de Alexandre Gallo na diretoria de futebol do clube. O defensor uruguaio assinou contrato de empréstimo com o Galo por um ano. Em todo o período à disposição do clube, teve poucas oportunidades, entrando em campo apenas duas vezes, em jogos pelo Campeonato Mineiro. Próximo ao final do empréstimo, o Atlético anunciou a rescisão de contrato do zagueiro uruguaio. O jogador tinha vínculo com o clube mineiro até 30 de junho de 2019, mas as partes optaram por encerrar o acordo antes.